# ملائكة تشارلي (مسلسل 2011)
ملائكة تشارلي أو تشارلز إنجيلز (بالإنكليزية Charlie's Angels) وهي سلسلة تلفزيونية أمريكية تم تجديدها وتطويرها على يد ألفريد غوف ومايلز ميلر لصالح محطة ABC. وتعتمد على عمل تلفزيوني من عام 1976 يحمل نفس الاسم (ملائكة تشارلي) من إبداع إيفان غوف وبِن روبيرتز. وبدأ بث العرض الأول لهذه السلسلة في الثاني والعشرين من أيلول عام 2011 والذي يصادف الذكرى الخامسة والثلاثين من ظهور العرض الأصلي لأول مرة.
تم إلغاء عرض ملائكة تشارلي في الرابع عشر من تشرين الأول عام 2011 بعد بث أربع حلقات فقط، نظراً لقلة المشاهدين والمراجعات السلبية من النقاد.

## طاقم العمل
- آني إلونزيه بدور كيت برينس وهي ضابطة شرطة سابقة.
- مينكا كيلي بدور إبف فرينش وهي سائقة سباقات سرعة.
- راتشيل تايلور بدور إبي سامبسون وهي لصة محترفة.
- رامون رودريغز بدور جون بوسلي، وهو قرصان كمبيوتر.
- فيكتور جاربر بدور صوت تشارلز «تشارلي» تاونسيند.

## الإنتاج
بدأ العمل على إنتاج نسخة جديدة من السلسلة الأصلية في أواخر العام 2009 عندما تم توظيف جوش فريدمان لكتابة النص الأولي للسلسلة. إلا أن النص تم رفضه بشدة، فقامت شركة ABC بتوظيف كاتبي سلسلة سمولفايل سمولفيل ألفريد غوف ومايلز ميلر لكتابة نسخة جديدة.

## الحلقات
| رقم الحلقة | العنوان                         | المخرج          | المؤلف                                         |
| --- | ------------------------------- | --------------- | ---------------------------------------------- |
| 1 | «الملاك ذو الجناح المكسور»      | ماركوس سيجا     | ألفريد غوف & مايلز ميلَر                        |
| يقوم تشارلي بإقناع إبي وكيت بتشكيل فريق مع إيف، وهي صديقة جلوريا التي لقيت حتفها إثر إتمام مهمة إنقاذ فتاة من عصابة تجارة بالقصَّر. ويجد الفريق بأن مقتل جلوريا متعلق بالشخص الموجه لهذه العصابة، والذي سبب أذية لإيف على المستوى الشخصي والتي تسعى للانتقام منه. |                                 |                 |                                                |
| 2 | «الملائكة الهاربون»             | إنجيلا روبينسون | سوني بوستيجليون & ألفريد غوف & مايلز ميلَر      |
| تتنكر إبي كعارضة أزياء للبحث في قضية مقتل عارضة أزياء تدعى جابرييلا والذي يتبين أنه على علاقة بعصابة تقوم بتزويج مرشحات من مجرمين بقصد الاحتيال. ويتبين بأن جابرييلا كانت متزوجة من سيمون جينكس والذي يدعى حقيقةً نيكولو دينكو وهو قناص سابق في الجيش الشيشاني والذي يسعى إلى اغتيال زوجة الرئيس الروسي محملاً الروس مسؤولية مقتل زوجته الأولى. وفي هذه القضية تتقابل كيت مع خطيبها السابق المحقق راي جودسون وعندها تعيد له كيت خاتم الخطبة. |                                 |                 |                                                |
| 3 | «رحلة سعيدة أيتها الملائكة»     | جيمس مارشل      | دوجلاس بيتري                                   |
| يتولى الفريق قضية اختفاء محلل صحفي على متن سفينة للرحلات. ولهذه القضية علاقة بماضي كيت. |                                 |                 |                                                |
| 4 | «الملائكة في الأسر»             | ماركوس سيجا     | روبيرت إيرل                                    |
| وهذه القضية تعتمد على الحلقة الأيقونية من السلسلة القديمة |                                 |                 |                                                |
| 5 | «الملائكة في النعيم»            | ماركوس سيجا     | ألفريد غوف & مايلز ميلَر                        |
| بعد إرسال الفريق لإنقاذ عائلة من خاطفين، يكتشف الفريق بأن هناك مؤامرة أكبر وراء ذلك. بناء على طلب تشالي، تعيد إبي النواصل مع أبيها والذي يتبين بأن له علاقة بالقضية الأخيرة للفريق. |                                 |                 |                                                |
| 6 | «الملائكة ذوات القبعات السوداء» | جيمس مارشل      | دوجلاس بيتري                                   |
| يكلف تشارلي الملائكة بمهمة إيجاد رسام مفقود يتبين لاحقا أنه مخطوف، وخلال التحقيقات يكتشفون أن خطة أكبر تجري لإلقاء مسؤولية الاختطاف على بوسلي. |                                 |                 |                                                |
| 7 | «الملائكة الملكيون»             | جون ميلر توبين  | ميرديث لافيندر & مارسي أولين                   |
| بعد إصابة ومقتل ملك أفريقي، تعمل الملائكة على حماية ابن هذا الملك الذي يكون هدفا أيضا. |                                 |                 |                                                |
| 8 | «ليسوا بقديسين»                 | كيفين براي      | خافير جريلو ماكسواتش & ألفريد غوخ & مايلز ميلر |
| في الوقت الذي تقضي الملائكة يوم العطلة بممارسة التزلج على الماء، يصادفون رجلا فاقد للوعي وتحاول إيف إنعاشه عن طريق التنفس الصناعي،زعلى الرغم من إنعاشه إلا أن الرجل يعاني من فقدان في الذاكرة فتجري محاولات من الملائكة لحمايته ومساعدته على استعادة ذاكرته. تبدي إيق إعجابها بالرجل الأمر الذي يجعل من مشاعر موسلي واضحة. |                                 |                 |                                                |

## روابط خارجية
- ملائكة تشارلي (مسلسل 2011) على موقع IMDb (الإنجليزية)
- ملائكة تشارلي (مسلسل 2011) على موقع ميتاكريتيك (الإنجليزية)
- ملائكة تشارلي (مسلسل 2011) على موقع روتن توميتوز (الإنجليزية)
- ملائكة تشارلي (مسلسل 2011) على موقع أول موفي (الإنجليزية)
- ملائكة تشارلي (مسلسل 2011) على موقع فيلمافينيتي (الإسبانية)
- ملائكة تشارلي (مسلسل 2011) على موقع كينوبويسك (الروسية)
- ملائكة تشارلي (مسلسل 2011) على موقع ألو سيني (الفرنسية)
- ملائكة تشارلي (مسلسل 2011) على موقع قاعدة بيانات الفيلم (الإنجليزية)